# Râul Barcani
Râul Barcani este un curs de apă situat în Depresiunea Întorsura Buzăului, afluent de stânga al râului Lădăuțiul Mic.

## Hărți
- Harta județului Covasna